# Boletim Instituto Brasileiro de Sciencias
Boletim Instituto Brasileiro de Sciencias (abreviado Bol. Inst. Brasil. Sci.) fue una revista con ilustraciones y descripciones botánicas que fue publicada en Río de Janeiro desde 1925 hasta 1927.